# Châteauneuf (Loire)
Châteauneuf ist eine französische Gemeinde mit 1.700 Einwohnern (Stand: 1. Januar 2022) im Département Loire in der Region Auvergne-Rhône-Alpes. Châteauneuf gehört zum Arrondissement Roanne und zum Kanton Rive-de-Gier.

## Geographie
Châteauneuf liegt etwa 20 Kilometer ostnordöstlich von Saint-Étienne und etwa 19 Kilometer westlich von Vienne. Der Gier begrenzt die Gemeinde im Nordosten. Umgeben wird Châteauneuf von den Nachbargemeinden Rive-de-Gier im Norden und Westen, Saint-Joseph und Chabanière mit Saint-Maurice-sur-Dargoire im Norden, Tartaras im Nordosten, Longes im Osten, Sainte-Croix-en-Jarez im Süden sowie Farnay im Südwesten.

## Bevölkerungsentwicklung
| Jahr                       | 1962 | 1968 | 1975 | 1982 | 1990 | 1999 | 2006 | 2017 |
| -------------------------- | ---- | ---- | ---- | ---- | ---- | ---- | ---- | ---- |
| Einwohner                  | 729  | 776  | 902  | 1173 | 1351 | 1445 | 1463 | 1599 |
| Quellen: Cassini und INSEE |      |      |      |      |      |      |      |      |

## Sehenswürdigkeiten
- Kapelle
- Burgruinen
- Schloss Mollard mit Park aus dem 19. Jahrhundert
- Ziegelschornstein (Höhe: 108 Meter) der Firma Marrel aus dem 19. Jahrhundert, lange Zeit der höchste in Europa
- Malakoff-Turm